# Joseph D. Bedle
Joseph Dorsett Bedle, född 5 januari 1821, död 21 oktober 1894, var en amerikansk politiker som var guvernör i New Jersey 1875-1878.

## Tidigt liv
Bedle föddes i Middletown Point, New Jersey (numera Matawan). Han utbildade sig till jurist och arbetade som sådan. Han blev domare 1865.

## Politisk karriär
Bedle var delegat till Demokraternas nationella konvent 1864. Han utnämndes till domare vid New Jerseys högsta domstol 1865 av den dåvarande, demokratiske guvernoren Joel Parker. Där tjänstgjorde han till 1875. Vissa demokrater hade velat ha honom som guvernörskandidat redan 1871, men då valdes i stället Parker som kandidat och blev också guvernör för en andra mandatperiod. Bedle nominerades dock till nästa val, hösten 1874, utan att själv vara entusiastisk över det. Han blev vald utan att själv föra kampanj, enligt vissa uppgifter för att folk ville ha någon som inte hade varit politiker. Han tillträdde ämbetet den 19 januari 1875. Enligt den tidens grundlag i New Jersey kunde han inte ställa upp till omval och han satt till den 15 januari 1878.

## Senare år
Efter tiden som guvernör arbetade Bedle åter som advokat och som jurist för ett järnvägsbolag. Han tackade nej till erbjudanden om att bli domare och om att bli ambassadör till Ryssland och till Österrike.
Bedle avled i New York City den 21 oktober 1894. Han begravdes på Maplewood Cemetery, i Freehold Township, New Jersey.